# 水野博介
水野 博介（みずの ひろすけ、1950年 - ）は、日本のコミュニケーション論、メディア論の研究者である。埼玉大学教養学部教授。
専門分野はコミュニケーション論、社会心理学、情報生活論。1993年に、情報化する生活システム全体の中での諸メディアの位置付けと効果・影響を総合的にとらえる「情報生活論」を提唱した。

## 略歴
- 1950年　兵庫県尼崎市生まれ
- 1973年　埼玉大学教養学部教養学科卒業
- 1975年　東京大学大学院社会学研究科博士前期課程修了
- 1979年　東京大学大学院社会学研究科博士後期課程単位取得満期退学
- 1979年　桃山学院大学専任講師
- 1981年　桃山学院大学助教授
- 1985年　埼玉大学教養学部助教授
- 1993年　埼玉大学教養学部教授

## 著書

### 単著
- 『メディア・コミュニケーションの理論』、学文社、1998年

### 共著
- 「未来を予見する情報行動」（川上善郎編『情報行動の社会心理学』、北大路書房、2001年）
- 「広告調査の手法」（山本武利編『現代広告学を学ぶ人のために』、世界思想社、1998年）
- 『情報生活とメディア』、北樹出版、1997年
- 「ライフスタイルと家庭情報環境の変化」（児島和人他編『変わるメディアと社会生活』、ミネルヴァ書房、1996年）
- 「「生活システム」と「ライフスタイル」」（『情報行動と地域情報システム』、東京大学社会情報研究所、1996年）
- 「メディアシステム依存理論」、『マス・コミュニケーション効果研究の展開』、123‐131頁、北樹出版、1992年
- 「ニューメディアと家庭生活」（竹内郁郎他編『ニューメディアと社会生活』、東京大学出版会、３章、1990年）
- 「コミュニケーションの効果と機能」、「マス・コミュニケーションの影響」、『コミュニケーション論』林進編、81-161頁、有斐閣Sシリーズ、1988年

### 翻訳
- 『予言がはずれるとき』、L.フェスティンガー他著、勁草書房、1995年

## 論文

### 単著
- 「メディア文化論⑫ 『リキッドモダン・メディア論』の試み （その2）時間と空間」,『埼玉大学紀要 教養学部』 50(1), 175-182, 2014
- 「都市メディア論⑫ 『アニメの聖地巡礼』諸事例（2）」,『埼玉大学紀要 教養学部』 50(1), 167-174, 2014
- 「都市メディア論(10) 『アニメの聖地巡礼』とコミュニティ  -アニメ作品をきっかけにつながる若者と住民」,『埼玉大学紀要 教養学部』 49(1), 247-252, 2013
- 「メディア文化論(10) 『集合知』と『集合痴』」,『埼玉大学紀要 教養学部』 49(1), 239-245, 2013
- 「メディア文化論(11) 『リキッドモダン・メディア論』の試み(その1)場所からの解放」,『埼玉大学紀要. 教養学部』 49(2), 159-164, 2013
- 「都市メディア論(11) 『アニメの聖地巡礼』諸事例(1)」,『埼玉大学紀要 教養学部』 49(2), 151-157, 2013
- 「都市メディア論(9) 地方都市の新たなシンボルづくり  『ゆるキャラ』などの意味や意義」,『埼玉大学紀要 教養学部』 48(2), 211-218, 2012
- 「メディア文化論(9) ポストモダン・メディアの意味と意義」,『埼玉大学紀要 教養学部』 48(2), 203-211, 2012
- 「都市メディア論(8) 『都市と映画』(その4)事例研究  -『男はつらいよ』をめぐって(資料編2)ロケ地(第25~48作)」,『埼玉大学紀要 教養学部』 48(1), 283-294, 2012
- 「メディア文化論(8) 『ポストモダンのメディア論』への覚書き」,『埼玉大学紀要 教養学部』 48(1), 275-282, 2012
- 「都市メディア論(6) 都市と映画(その2) -『男はつらいよ』をめぐって(分析準備編)」,『埼玉大学紀要 教養学部』 47(1), 205-213, 2011
- 「メディア文化論(6) 若者はなぜポピュラー音楽が好きなのか?(その6) -戦後日本のポピュラー音楽創作者たちは若者だったか?」,『埼玉大学紀要 教養学部』 47(1), 193-203, 2011
- 「都市メディア論(7) 都市と映画(その3)事例研究 -『男はつらいよ』をめぐって(資料編1) メイン舞台とロケ地(第1~24作)」,『埼玉大学紀要 教養学部』 47(2), 319-329, 2011
- 「メディア文化論(7) 若者はなぜポピュラー音楽が好きなのか? (その7) Jホップの創作者たちは若者か?」,『埼玉大学紀要 教養学部』 47(2), 309-318, 2011
- 「都市メディア論(5) 『都市と映画』(その1) 序説」,『埼玉大学紀要 教養学部』 46(2), 205-212, 2010
- 「メディア文化論(5) 若者はなぜポピュラー音楽が好きなのか? (その5) 日本における初期の『流行歌』の創作者たちは若者だったか?」,『埼玉大学紀要 教養学部』 46(2), 197-204, 2010
- 「都市メディア論(4) 情報都市からシミュラークル化する都市へ -都市と情報のあり方との関係」,『埼玉大学紀要 教養学部』 46(1), 293-300, 2010
- 「メディア文化論(4) 若者はなぜポピュラー音楽が好きなのか? (その4)音楽テクノロジーと若者」,『埼玉大学紀要 教養学部』 46(1), 283-291, 2010
- 「都市メディア論(3) 都市のシンボルとイメージ」,『埼玉大学紀要 教養学部』 45(2), 219-226, 2009
- 「メディア文化論(3) 若者はなぜポピュラー音楽が好きなのか? (その3) 若者と音楽メディア」,『埼玉大学紀要 教養学部』 45(2), 211-218, 2009
- 「都市メディア論(2) 空間メディアとしての都市の機能とバーチャル空間の機能」,『埼玉大学紀要 教養学部』 45(1), 201-208, 2009
- 「メディア文化論(2) 若者はなぜポピュラー音楽が好きなのか? (その2) 音楽産業面からの検証」,『埼玉大学紀要 教養学部』 45(1), 193-200, 2009
- 「都市メディア論(1) 序論 -メディアとしての都市構造」,『埼玉大学紀要 教養学部』 44(2), 123-131, 2008
- 「メディア文化論(1) 若者はなぜポピュラー音楽が好きなのか? (その1) 諸仮説の提示と若干の検証」,『埼玉大学紀要 教養学部』 44(2), 115-122, 2008
- 「大阪・神戸・岡山におけるフィルム・コミッションの活動に関する研究報告」,『埼玉大学紀要 教養学部』 43(1), 129-137, 2007
- 「コミュニティ活性化目的の映画法について」，『埼玉大学紀要 教養学部』，42(2), 2006
- 「『うわさ』に関する理論的再考：くちコミとメディアにおける未確認情報の流布に関する考察」，『日本アジア研究 埼玉大学大学院文化化学研究化博士後期課程紀要』, 創刊号, 2004
- 「都市のメディア性と都市におけるメディア―『都市とメディア序説』」，『埼玉大学紀要 教養学部』, 40(1), 2004
- 「チェコの新聞は日本製ロボット「アシモ」をどのように報道したか―「ロボット」生誕の地チェコへの小泉首相訪問関連記事の分析」，『埼玉大学紀要 教養学部』, 39(2), 2003
- 「情報化社会における女性と政治社会の距離―男女格差パースペクティブを超えるために」，『情報行動と地域情報システム』, 東京大学出版会, 1996
- 「主婦の情報生活とコミュニケーション報動に関する調査報告」，『埼玉大学紀要 教養学部』, 30, 1994
- 「情報生活論序説」，『マス・コミュニケーション研究』，日本マス・コミュニケーション学会，42, 1993
- 「1993年6月の皇太子成婚報道に関する実証的研究」，『埼玉大学紀要 教養学部』，29，1993
- 「文化指標研究と涵養効果分析：そのアイディア・発展・現状と評価」，『新聞学評論』，日本マス・コミュニケーション学会，40, 1991
- 「『ニューメディア』としての『ビデオ』の社会的インパクト」，『埼玉大学紀要』，25，1989
- 「「転向」の社会心理学的研究序説―思想の構造と変化のメカニズムという視点から」，『年報社会心理学』, 25, 1984
- 「「説得」の効果生成過程における「思考」の役割」，『桃山学院大学社会学論集』, 17(1), 1983
- 「「活字離れ」論ノート」，『桃山学院大学社会学論集』, 14(1), 1980
- 「桃山学院大生の意識と行動：ギャング・サーベイ結果の報告」，『桃山学院大学社会学論集』, 13(2), 1980
- 「「江川問題」の新聞報道とその影響(上) 新聞の意見形成力を中心に」，『桃山学院大学社会学論集』, 13(2), 1980
- 「子どもがテレビから得ている充足について」，『年報社会心理学』，18，1977

### 共著
- 「家族とテレビ：その歴史的ダイナミズムを考える」，『マス・コミュニケーション研究』, 日本マス・コミュニケーション学会, 56, 2000
- 「クリントン大統領のキャンペーン・コミュニケーション：選挙と政権運営における世論戦略とメディア利用」，『マス・コミュニケーション研究』，日本マス・コミュニケーション学会, 56, 2000
- 「日米中関係をめぐる世論とマスメディア」，『慶應義塾大学新聞研究所年報』, 47, 1997
- 「若者の意識と情報コミュニケーション行動に関する実証研究(1) 大学生の電子メディアおよびパソコン所有・利用とコミュニケーション行動」，『埼玉大学紀要 教養学部』，32(2), 1996
- 「若者の意識と情報コミュニケーション行動に関する実証研究(2) 中学生および高校生のメディア所有・利用行動、意識、コミュニケーション行動」，『埼玉大学紀要 教養学部』, 33(1), 1997
- 「大学生における宗教意識・オカルト関心と情報行動―理系・文系学生における調査結果の比較」，『埼玉大学紀要 教養学部』, 32(1), 1996
- 「大学生におけるオウム報道の影響と宗教意識：関東圏7大学および学生信徒アンケート調査から」，『東京大学社会情報研究所調査研究紀要』, 6, 1995
- 「オウム真理教をめぐるマスコミ報道と都民の意識調査」，『埼玉大学紀要 教養学部』, 31(2), 1995
- 「東京都民情報行動の変化と実態：生活の情報化に関する生活者主体の理論枠設定の試み」，『東京大学社会情報研究所調査研究紀要』, 4, 1994
- 「企業における電子メイルシステムの実態：事例研究」，『東京大学社会情報研究所調査研究紀要』, 3, 1993
- 「テレビ画面の新しい利用法とその社会的意味」，『新聞学評論』，日本マス・コミュニケーション学会，39, 1990
- 「天皇報道および天皇観に関する実証的研究」，『東京大学新聞研究所紀要』, 42, 1990
- 「水害時の避難と情報行動：1989年茂原水害に関する調査報告」，『東京大学新聞研究所紀要』, 42, 1990
- 「マス・コミュニケーション理論の再検討」，『新聞学評論』，日本マス・コミュニケーション学会, 38, 1989
- 「テレビによる社会的現実の認知に関する研究」，『東京大学新聞研究所紀要』, 38, 1989
- 「「警戒宣言」報道はどのように受けとられるか：その情報の心理的効果に関する若干の調査分析」，『東京大学新聞研究所紀要』, 28, 1980
- 「「余震情報パニック」の実態―下田市の事例を調査・分析」，『新聞研究』, 321, 1978
- 「現代大学生の生活と意識：マス・メディア行動、政治意識および価値観を中心に」，『東京大学新聞研究所紀要』, 26, 1978